# Federale stijl

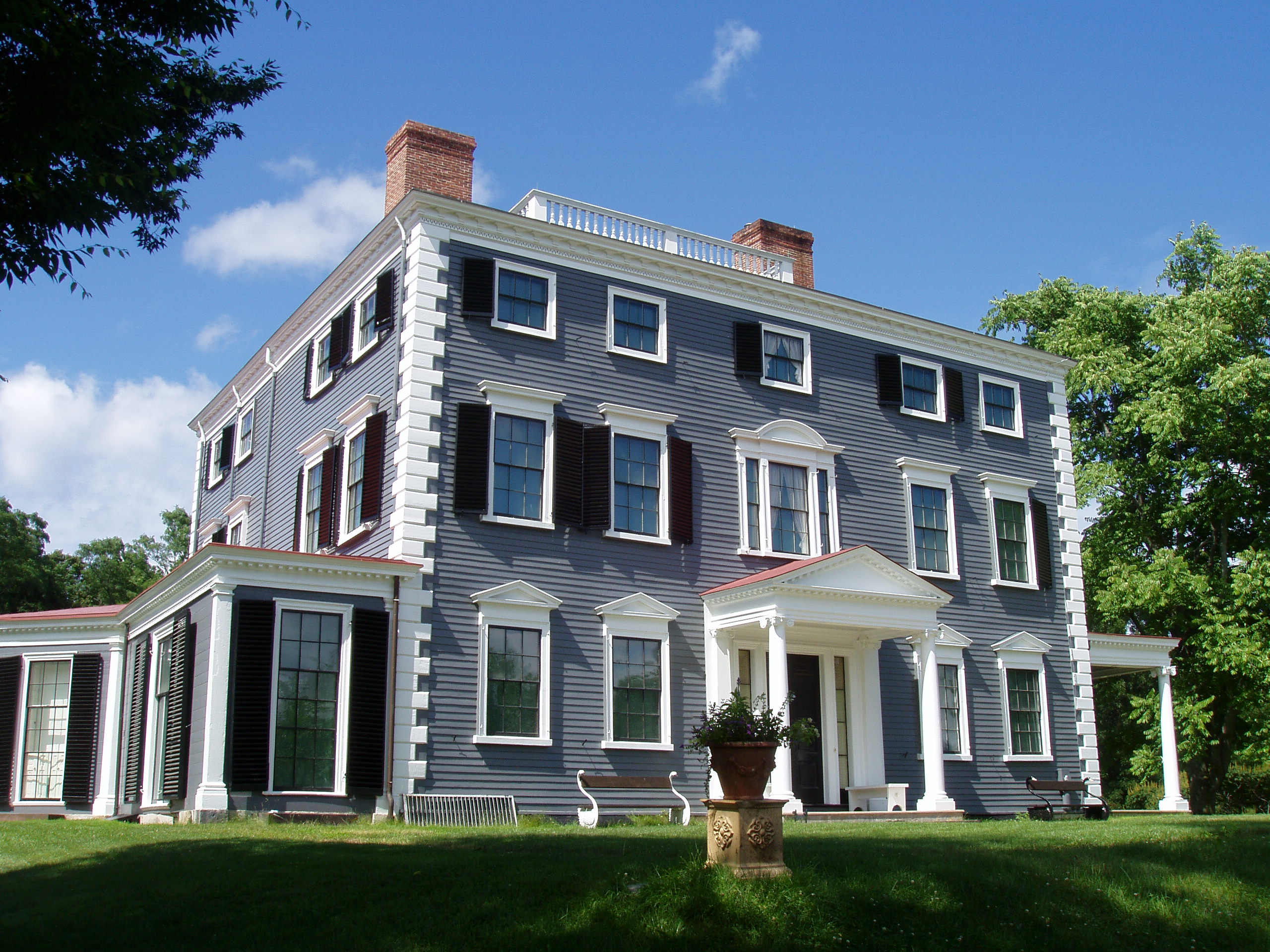
Codman House in Lincoln (Massachusetts) werd in de jaren 1790 in federale stijl opgetrokken.

De federale stijl of federale architectuur (Engels: Federal style), ook wel Adamesque of Adam-stijl genoemd, was de classiciserende architectuur van de Verenigde Staten in de periode tussen 1780 en 1830, en in het bijzonder tussen 1785 en 1815. De bouwstijl valt samen met de bijna gelijknamige periode in de Amerikaanse geschiedenis, de Federalist Era.
In de jonge republiek koos de stichtersgeneratie er bewust voor om een associatie op te bouwen met het democratische Oude Griekenland en het republikeinse Rome. Onder invloed van de Griekse bouwkunst ontstond de neo-Grec-stijl, die tot de jaren 1850 in de mode zou blijven. Aan de Romeinse zin voor evenwicht en symmetrie, zoals die ook in de georgiaanse architectuur van de Britse kolonies in Amerika voorkwam, voegde de federale stijl nieuwe neoclassicistische motieven toe, zoals die in Groot-Brittannië door Robert Adam uitgewerkt waren. De classiciserende bouwstijl en manier van stadsplanning kwam sterk naar voren in bouwprojecten van de nieuwe federale overheid, onder andere voor vuurtorens, havengebouwen en ziekenhuizen. Daarnaast inspireerde ze ook de rationalistische, urbanistische ontwerpen voor Washington (door Pierre Charles L’Enfant) en New York (het Commissioners' Plan van 1811). De federale stijl werd snel het eerste Amerikaanse architecturale idioom. De eerste professionele architecten in het land, zoals Charles Bulfinch en Minard Lafever, oefenden met name deze stijl uit. 
De federale stijl werd eerst afgelost door de laatfederale stijl. Een voorbeeld hiervan is de Bialystoker Synagogue. Na de jaren 1830 werd die stijl op zijn beurt afgelost door een nieuwe golf van neo-Grec-architectuur (Greek Revival), Italianiserende architectuur (Italianate) en neogotiek (Gothic Revival).
De Amerikaanse federale stijl stemt grofweg overeen met het middenklasse-classicisme van de Biedermeierstijl in de Duitstalige landen, met de Regencystijl in het Verenigd Koninkrijk en met de Empirestijl van het Franse keizerrijk.